# Mariana Ilieva
Mariana Ilieva (in bulgaro Мариана Илиева?; Plovdiv, 30 marzo 1967) è un'ex cestista bulgara.

## Carriera
Con la Bulgaria ha disputato due edizioni dei Campionati europei (1985, 1987), vincendo una medaglia d'argento.